# Émilie Gomis
Émilie Gomis (18 de outubro de 1983) é uma basquetebolista profissional franco-senegalesa, medalhista olímpica.

## Carreira
Émilie Gomis integrou a Seleção Francesa de Basquetebol Feminino, em Londres 2012, conquistando a medalha de prata.